# Organizador (biologia do desenvolvimento)
O organizador é o grupo de células, em embriões, que está envolvido na formação do eixo axial em animais (ou dorsalização) e com o processo de indução neural, ou seja, induz a formação de tecido nervoso a partir de ectoderme (ou neuralização). O organizador também está envolvido com o início da gastrulação do embrião. Posteriormente no desenvolvimento, a região do organizador dará origem à notocorda

## História

#### Experimento Spemann e Mangold (1924 e 1938)

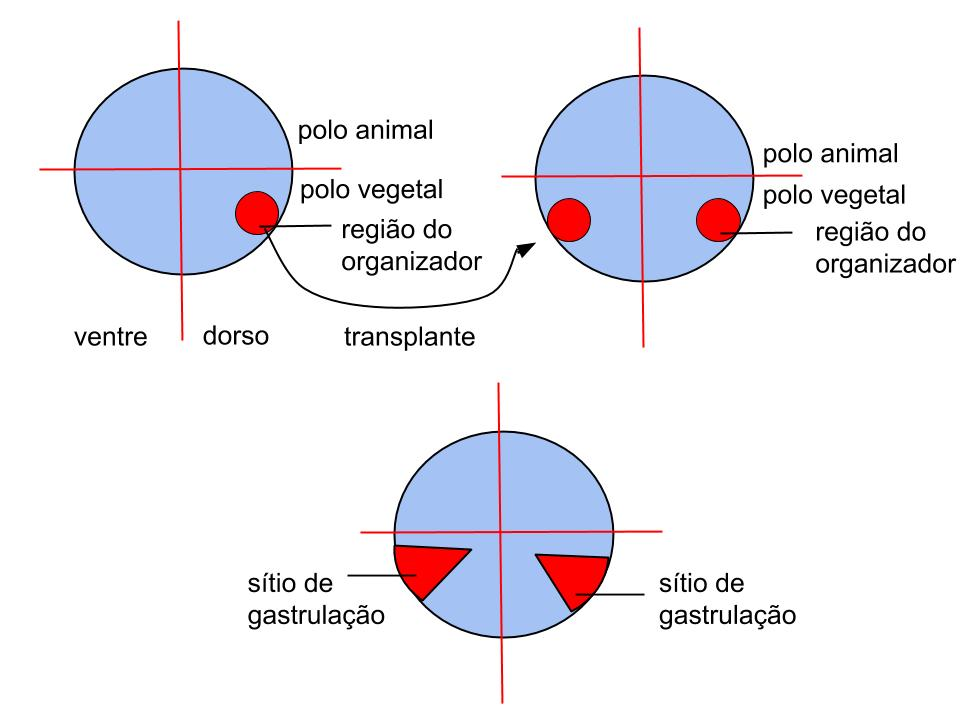
Experimento de transplante de organizador. A duplicação do organizador resultou em dois sítios de gastrulação

O organizador foi descoberto por Spemann e Mangold, em trabalho publicado no ano de 1924, descreveram um experimento onde foi transplantado o organizador (região do lábio dorsal do blastóporo) para a região ventral de outro embrião.Foram usados embriões da espécie Triturus cristatus, um anfíbio. Esse transplante teve dois efeitos: um deles foi a formação de tecido neural a partir da ectoderme na região transplantada, e ocorreu a formação de um segundo eixo axial na região ventral do embrião. Ainda restava a questão sobre as bases moleculares da indução neural feita pelo organizador.
Em 1938, Spemann e Mangold fizeram experimentos com embriões de Xenopus. Estes experimentos consistiam em dividir o embrião em dois e observar o desenvolvimento das partes resultantes. O ponto importante é que essa divisão foi feita de várias formas. Um dos jeitos de se dividir o embrião de Xenopus é dividindo ele de forma que as duas partes que irão se originar contenham a região do crescente cinza (que, neste animal, corresponde à região do organizador). Outra forma de se dividir este embrião é dividi-lo de forma que apenas uma das partes resultantes receba o crescente cinza. Dessa forma, observando o desenvolvimento de todas as partes que se originarão a partir de todos os modos de divisão do embrião, foi concluído que o crescente cinza é essencial para o desenvolvimento normal do embrião. A parte do embrião que não recebia o crescente cinza não desenvolvia um organismo normal. Essa parte desenvolvia o que foi chamado de "pedaço de barriga" ("belly piece").

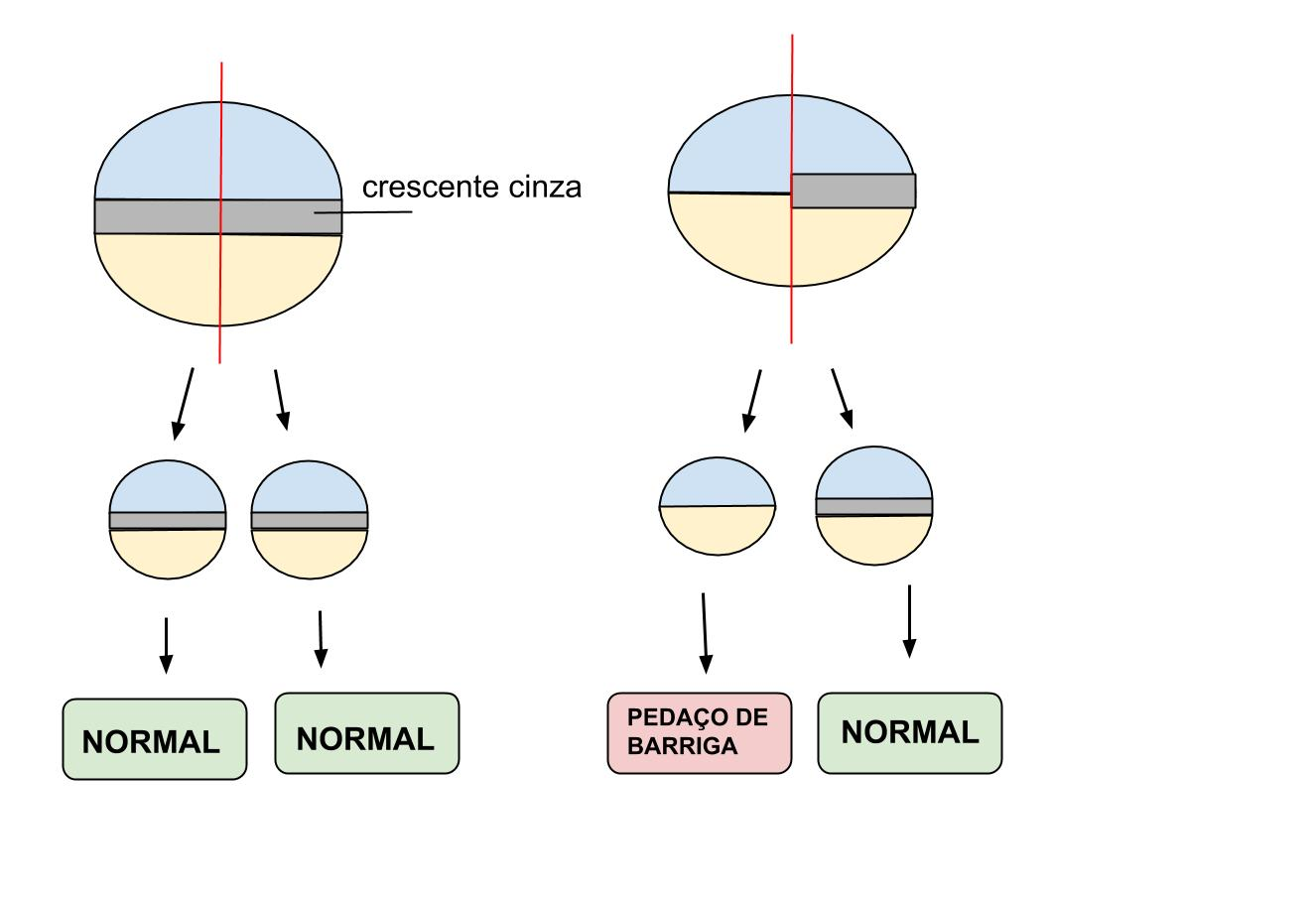
Experimento de divisão do embrião de Xenopus, demonstrando o papel do crescente cinza no desenvolvimento normal

#### Inibidores de BMP (1992 - 1995)
Em 1992, Smith e Harland encontraram um mRNA, que é secretado pelo organizador e também na notocorda, que poderia estar envolvido na diferenciação neural, chamado de noggin.
Em 1995, De Robertis identificaram chordin. Além disso, eles descobriram que tanto chordin como noggin podiam impedir a via de sinalização de BMP-4. Sem esses dois mRNAs, a ectoderme se diferencia em epiderme.
Essas duas moléculas, junto com outras, constituem as chamadas inibidores de BMP. BMP é uma via de sinalização que atua nas células ectodermais. Quando esta via está ativa, ocorre a indução da ectoderme à diferenciação para epiderme. Como Grunz e Tacke , é a ausência de sinal intercelular que faz com que as células se diferenciem em tecido nervoso. Pois bem, como o organizador é a região que secreta as moléculas que inibem a via de BMP, essa região está, então, envolvida com a diferenciação neural do embrião.

## Funções
O organizador está envolvido na formação do eixo axial em animais e com o processo de indução neural, ou seja, induz a formação de tecido nervoso a partir de ectoderme, além de estar envolvido no início da gastrulação do embrião.  
Os experimentos de Spemann e Mangold demonstraram que, após o transplante do organizador, de um embrião doador, para a região ventral de um embrião receptor, ocorre a duplicação do eixo axial. Nesse embrião com dois organizadores ocorrem dois eventos de gastrulação, e, portanto, há dois tubos digestórios.  
O organizador atua secretando inibidores de BMP, (por exemplo, noggin e chordin). Essas moléculas atuarão na ectoderme, fazendo com que não ocorra a diferenciação epidermal da ectoderme. Por conta disso, ocorre a neuralização, ou seja, há a formação de tecido nervoso a partir da ectoderme, por conta da ação dessas moléculas.   
Posteriormente no desenvolvimento, o organizador dará origem a notocorda.   

## Como o organizador é formado?

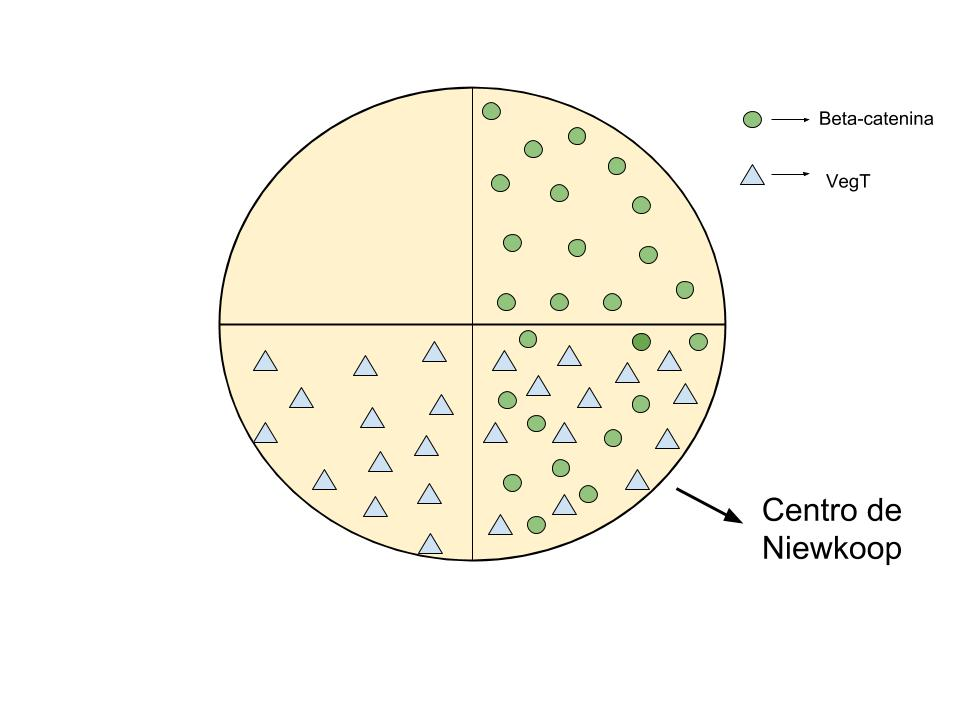
Centro de Niewkoop, representado pela sobreposição de VegT e beta catenina

###### Em anfíbios - Centro de Niewkoop
Centro de Niewkoop é a região do embrião responsável por formar o organizador, através da secreção de moléculas que induzem o mesoderma, como, por exemplo, Nodal. O Centro de Niewkoop é formado pela sobreposição da região que expressa VegT com a região que expressa beta-catenina. Ambas (VegT e beta-catenina) são proteínas nucleares. A região que expressa VegT é o polo vegetal, enquanto que a região dorsal expressa beta-catenina. A sobreposição dessas regiões forma o Centro de Niewkoop, responsável pela expressão e secreção de nodal. Nodal induz a diferenciação do mesoderma, e, por consequência, do organizador.   

###### Em ouriço
Em ouriço, a região onde se iniciará a gastrulação é definida antes mesmo de se formar a blástula, pois, ainda no oócito (ou seja, antes da fertilização), o gameta feminino já apresenta uma distribuição desigual de Dsh . Como Dsh faz parte da via de sinalização de Wnt, o acúmulo dessa molécula faz com que o núcleo das células presentes nessa região acumulem beta-catenina. Como resultado desse processo, é nessa região onde se dará o início da gastrulação.

###### Em aves
Em aves, a região que possui função análoga ao do Centro de Niewkoop é conhecida como Zona Marginal Posterior. A Zona Marginal Posterior expressa uma série de proteínas, dentre elas, a Vg (que é um componente da via de VegT). O rolamento do ovo pelo oviduto das aves define onde será acumulado Vg. Porém, a Zona Marginal Posterior é análoga ao Centro de Niewkoop. Em aves, a junção da Zona Marginal Posterior com a Foice de Keller (outra estrutura do embrião) formará a Linha Primitiva, com a subsequente formação do Nó de Hensen. É o Nó de Hensen que possui função análoga ao organizador em anfíbios   

## Organizador em Diferentes Modelos Animais

#### Ouriço
A região que possui função análoga ao organizador em ouriço está localizado nos micrômeros, no polo vegetal. Essa região é definida pela expressão assimétrica de Dsh em um dos pólos do embrião, antes mesmo da fertilização. O acúmulo de uma molécula chamada de disheveled (Dsh) tem como resultado o acúmulo de beta-catenina no núcleo dessas células.
Na região onde se localiza o organizador irá se iniciar a gastrulação, com a formação do blastóporo e do arquêntero.

#### Tunicados[6]
O momento e o local que se inicia a gastrulação em tunicados é definido pela invaginação da endoderme. A invaginação da endoderme origina o blastóporo. A mesoderme constitui os lábios do blastóporo. 

#### Anfíbios (Xenopus)

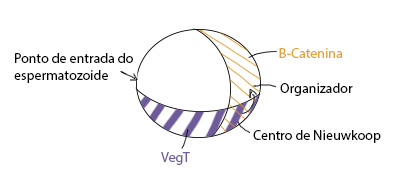
Blástula de Xenopus, com regiões como o Organizador e o Centro de Niewkoop representados.

O organizador em Xenophus está localizado na região conhecida como crescente cinza do embrião. Essa região é definida após a rotação do citoplasma cortical do embrião. A rotação cortical é desencadeada após o evento de fertilização, ou seja, quando o gameta masculino fecunda o gameta feminino.
A rotação cortical faz com que uma molécula, conhecida como disheveled (Dsh) se acumule na região do crescente cinza (ou seja, Dsh se acumula na região do organizador). Essa molécula participa na via de sinalização da molécula Wnt, que, na presença de Dsh, ocorre a acumulação de B-catenina nos núcleos das células dessa região. Lembre-se que o organizador está localizado na região ventral e dorsal do embrião de Xenophus.
Experimentos onde se dividiu o embrião de Xenophus em dois geraram resultados interessantes. Quando o embrião é dividido de forma que as duas partes resultantes recebessem o crescente cinza, há o desenvolvimento de dois animais normais. Porém, caso uma das duas partes resultantes do embrião dividido não receba o crescente cinza, há a formação do chamado “pedaço de barriga” (“belly piece”) por essa região que não recebeu o crescente cinza.

#### Aves (Gallus gallus) e Mamíferos

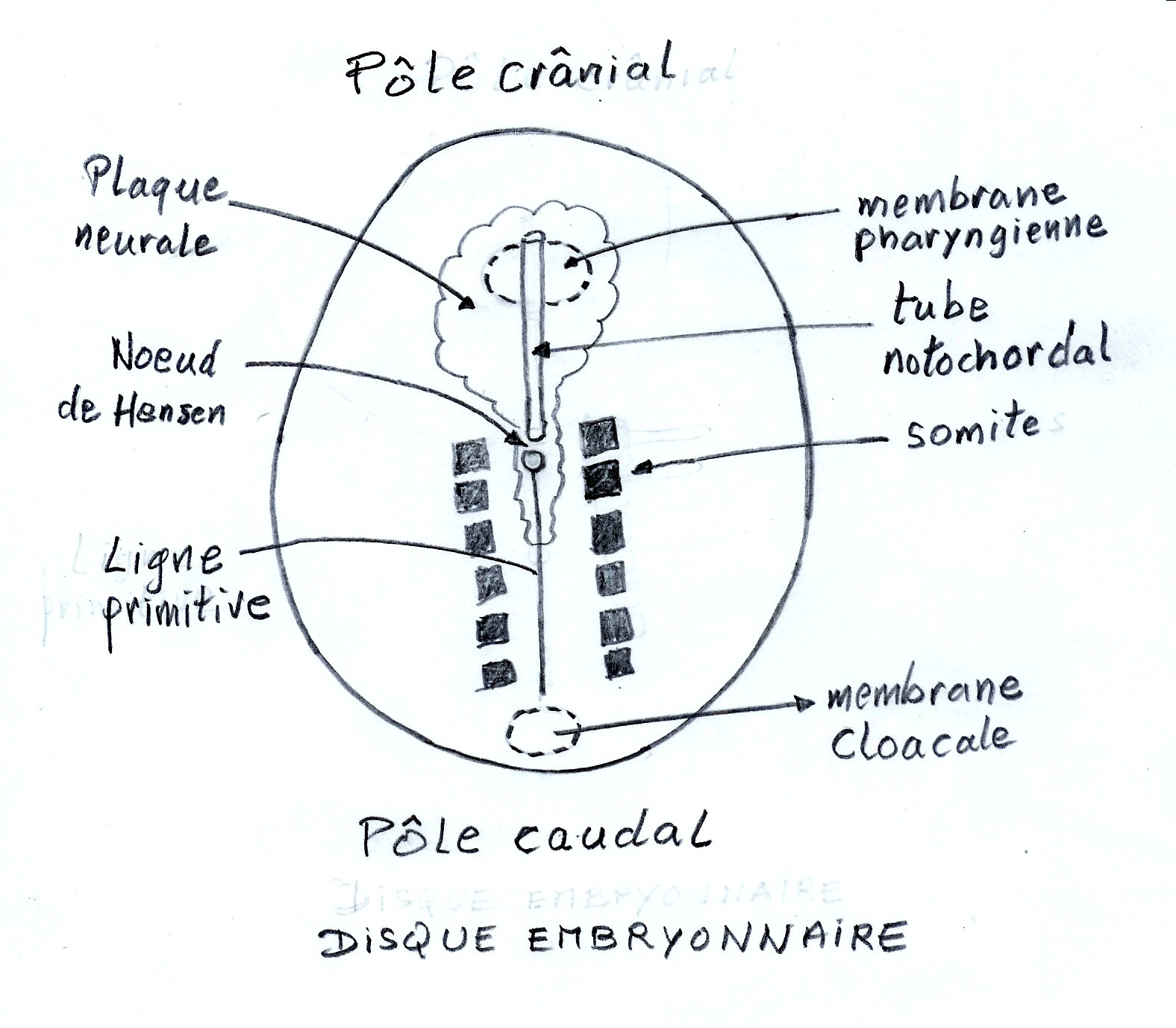
Esquema do disco embrionário. O Nó de Hensen (Noeud de Hensen) possui função análoga ao do Organizador em Xenopus.

Como nesses animais a morfologia do embrião é diferente, (sendo constituído de duas camadas, ou seja, um embrião bilaminar), com as camadas do epiblasto e hipoblasto, é dito que esses animais possuem regiões com funções semelhantes ao organizador. Na região do epiblasto, encontram-se algumas estruturas, como o nó primitivo, a fosseta primitiva, e a linha primitiva. Dessas estruturas, a que possui função análoga ao do organizador em Xenopus e ouriço é a região do nó primitivo, ou nó de Hensen (pois foi descoberto por Victor Hensen).
É então na região do nó primitivo que ocorrerá secreção de nodal, e é onde irá se iniciar a gastrulação no embrião. O transplante do Nó de Hensen duplica o eixo antero-posterior. Além disso, o Nó de Hensen dará origem à notocorda, e a notocorda secreta as proteínas que atuam como inibidores de BMP (como chordin, por exemplo). Por conta disso, o Nó de Hensen é considerado análogo ao Organizador em anfíbios. 